# Heleusa Figueira Câmara
Heleusa Figueira Câmara (Vitória da Conquista, 14 de maio de 1944 − Vitória da Conquista, 6 de janeiro de 2019), mais conhecida como Heleusa Câmara foi uma poetisa, contista, teatróloga e professora Emérita da Universidade Estadual do Sudoeste da Bahia, instituição no qual foi vice-reitora de 1991 até 1995. Foi também Secretária Municipal de Educação e Cultura de sua cidade natal durante o primeiro governo de Guilherme Menezes (PT) a frente do paço conquistense.

## Biografia
Filha do médico Ubaldino Gusmão Figueira e da professora Maria Stella Moraes Figueira, Heleusa nasceu e cresceu em Vitória da Conquista. Casou-se em 1963, aos dezenove anos, com o engenheiro civil Almir Querino Câmara, pai de seus quatro filhos Diana, Mônica, Danilo e Verônica, teve como formação religiosa o protestantismo.  

## Vida acadêmica
Após o nascimento de seus filhos, retomou os estudos e ingressou no Ensino Superior. Em 1980 obteve Licenciatura em Letras pela Fundação Educacional do Nordeste Mineiro. No ano seguinte tornou-se professora da Universidade Estadual do Sudoeste da Bahia, em Vitória da Conquista, função que exerceu de 1981 até 2014. durante o período o qual exerceu a docência na instituição, lecionou as disciplinas Comunicação nas Organizações, no curso de Administração de Empresas, e Linguagem e Identidade; foi também professora permanente do Programa de Pós-Graduação em Letras da Universidade.
Entre 1982 e 1983 concluiu sua Especialização em Língua Portuguesa-Redação pela Pontifica Universidade Católica de São Paulo.
Foi também na PUC-SP que Heleusa obteve o mestrado em Ciências Sociais e o doutorado em Ciências Políticas. O primeiro título veio com dissertação intitulada Além dos Muros e das Grades: Discursos Prisionais, sob orientação do Professor Edson Passetti. Embora produzida entre os anos de 1997 e 1999, resulta, em verdade, de pesquisas realizadas por Heleusa ao longo de uma década com escritos de pessoas encarceradas em unidades prisionais de Vitória da Conquista.O trabalho foi escolhido como a melhor dissertação de mestrado defendida na PUC/SP em 1999, e premiado com a publicação em livro de título homônimo, lançado pela EDUC em 2001. 
O título de Doutora em Ciências Políticas foi obtido em 2004, com tese intitulada Leitura e Poder: Lembranças de Leitores, novamente sob orientação do Professor Edson Passetti. Neste trabalho, sua investigação enverada-se pelas materialidades discursivas ligadas aos temas da educação em presídios, escrita popular, reverberações da mídia, leitura e interpretação, memória e representações. 
Teve participação importante em periódicos acadêmicos nacionais: foi membro do Conselho Consultivo da Revista Verve, do Núcleo de Sociabilidade Libertária da PUC-SP (Nu-Sol), vinculado ao Programa de Estudos Pós-Graduados em Ciências Sociais da mesma instituição; foi também membro do Conselho Editorial Nacional da Revista Entreidéias, da Faculdade de Educação da Universidade Federal da Bahia (UFBA). 

### Política
Em 1° de janeiro de 1997, Heleusa foi nomeada pelo então prefeito de Vitória da Conquista, Guilherme Menezes (PT) como Secretária Municipal de Educação e Cultura.cargo que exerceu durante todo o mandato do petista na prefeitura municipal, até o fim do ano 2000, quando foi substituída por Fernando Eleodoro de Santana.

## Literatura
Além da produção científica, que inclui ainda artigos em revistas e capítulos de livros, Heleusa debruçou-se sobre a poesia, a ficção e o teatro .Em 1982 publicou Mulheres acorrentadas, livro de contos, prefaciado por Afrânio Coutinho, com capa de Calasans Neto. Em 1986 foi encenada sua peça teatral Cartas na Mesa, sob a direção de Gildásio Leite. Em 1990 foi encenada sua peça teatral infantil Fantasia Serrana, musical dirigida por Gildásio Leite e promovido pelo Conservatório de Música de Vitória da Conquista. Em 1991 publicou o livro Quarenta Graus de Outono, romance, com apresentação de Antônio Carlos Villaça, posfácio de Carlos Nejar e ilustrações de Calasans Neto. O lançamento ocorreu na Fundação Casa de Ruy Barbosa, no Rio de Janeiro. Por esta obra recebeu, em 1992, o Prêmio Djalma Gomes, conquistando o 1º lugar no Concurso Nacional de Literatura da Academia Feirense de Letras. Em 2006 recebeu a Medalha da Ordem do Mérito do Livro, da Leitura e da Biblioteca, conferida pela Fundação Biblioteca Nacional.

## Atuação em instituições culturais e sociais
- Membro Fundador da Academia Conquistense de Letras (ACL) e presidente entre os anos de 1986 e 1990.
- Membro Fundador do Conselho da Comunidade para Assuntos Penais da Comarca de Vitória da Conquista e presidente entre os anos de 1989 e 1995.
- Diretora do Museu Regional de Vitória da Conquista - Casa Henriqueta Prates entre os anos de 1995 e 1996.
- Fundadora e curadora voluntária do Museu Literário Profa. Amélia Barreto de Souza entre os anos de 2007 e 2018.
- Membro Correspondente da Academia de Letras da Bahia[14]